# 嘻哈
嘻哈文化，通称嘻哈（英語：Hip-hop culture），是1970年代源自紐約市南布朗克斯與哈林區的非洲裔及拉丁裔青年之間的一種邊緣性亚文化的艺术运动，繼而发展壮大成為新興藝術型態，并席捲全球。嘻哈包含饒舌、唱片骑师（DJ）、地板舞及塗鴉四大要素。另外，亦衍生出節奏口技、嘻哈時裝、嘻哈俗俚语等次文化。

## 來源
「嘻哈」（Hip-hop）由兩個分開的英語俚語組成：「嘻」字早在1898年即出現於非洲裔美國人白話英語，意即「察覺」、「知情」；「哈」字（hop），則為「跳躍運動」。
1978年，閃耀大師與狂暴五人的成員凱斯·“牛仔”·威金斯率先將兩個俚語合併使用，通過快速唱“嘻、哈、嘻、哈”的方式在某種程度上模仿行軍士兵的節奏與旋律，用來戲弄他剛剛加入美國陸軍的一個朋友。牛仔稍後便將“嘻哈”節奏帶上他的舞台表演。該樂團經常與認同此一新興音樂型態的迪斯科藝術家一同表演，並稱呼他們為「嘻哈者」（hip hoppers）。最初這個名詞被認為有些不尊重，但很快地就被視為一種新的音樂和文化。  
1961年5月15日出生於紐約布朗克斯區的Melle Mel是第一個稱自己是“MC”的饒舌歌手，其他Furious Five的成員還包括他的兄弟Kid Creole，Scorpio，Rahiem和Cowboy Keith Wiggins、 Cowboy發明了“Hip Hop”這個詞，隨著媒體的傳播，hip/hop/hip/hop”來形容他朋友以後即將面對的軍隊隊列訓練，“練步伐的時候不就是'屁股一顛一顛的嘛'，那不就是'Hip Hop'嘛。”  
1973年，居住在布朗克斯西區街道的牙買加移民Kool Herc經常在家中舉辦“音樂派對”，他經常播放一些爵士樂、R&B、放克。Ska和靈魂樂，與同時期美國流行的迪斯科相比，Herc的音樂更貼近貧民區人們的真實生活，他的派對也越辦越大。最後，Herc決定把派對搬到戶外，並獨創了使用兩台唱機，重複播放相同唱片中精彩的break的手法，使派對氣氛始終維持在高潮。從此，DJ Kool Herc的派對在布朗克斯區名聲大噪。後來，這種技術經過Grandmaster Flash的改良和革新，創新出搓碟、快速混音等技術，並加入了操作桿、均滑轉換器等裝置，使DJ正式成為一門學問，隨著DJ技術越來越複雜，很多DJ無暇與現場觀眾交流，於是衍生出了專門負責活躍氣氛的MC。在一次派對上，Kool Herc發現了幾個跳著特別舞蹈的年輕人，他們總是等到音樂break出現時啟動，一連串令人眼花繚亂的，猶如雜技般的腳步動作後，在break結束時突然定格。Kool Herc讚歎不已，並稱這幾個年輕人為break boys，後來簡稱B-boy。

## 嘻哈文化主軸

### 唱片騎師（DJ）

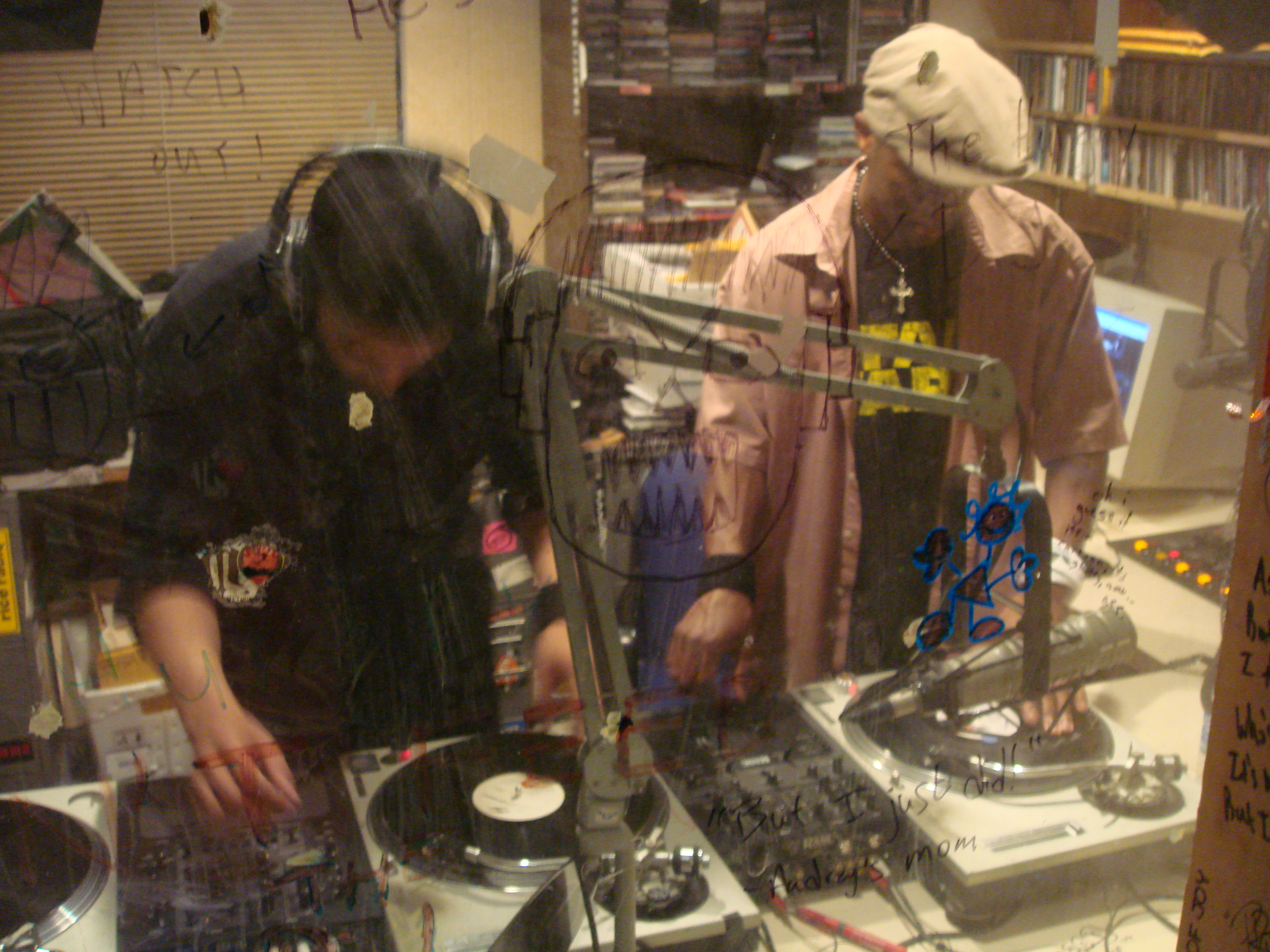
兩位DJ

全名為Disc Jockey，譯為“唱片騎師”或“刷碟”。起初DJ通俗稱之為“轉碟子的人”，把轉碟子視為一種音樂上的樂器藝術。早在1979年，“Technics”出產了第一台專業的唱盤機，為DJ這一特殊的行業奠定了基礎。卡带或收集册，作为工具用来产生许多不同风格的音乐。一些技术包括切音、刮擦、身体上的trick、掉针、混合或多种混合都被使用。
一般上来说，DJ将会同时的使用二个唱盘。它连接着一个接收器、一个喇叭筒、扬声器、混合器（或化音器）和各种其他不同的电子音乐仪器。DJ在两个正在旋转的唱片之间用以上列出的方法进行演出。结果是会产生一种独特的声音，即两首不相干的歌曲看上去仿佛被合成一气。因此DJ和音乐制作人不应该被人们混淆。（虽然在二个角色之间有相当的重叠）
知名的DJ有閃耀大師、非洲班巴塔、魔術先生、DJ傑西·傑夫、来自EPMD的DJ史克雷奇等人。
过去嘻哈是主要用来使得你的听众一起来跳舞。在欧洲，这种观念比美国更持久，在那儿MC很快地变成嘻哈的焦点中心。由于新的文化觉醒，一些DJ进一步探究了旋转卡带艺术，创造了现场转盘。

### 饒舌

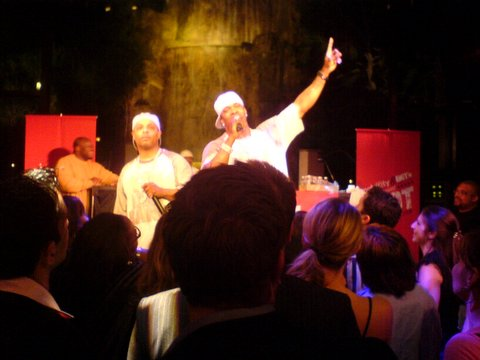
饒舌歌手巴斯達韻在拉斯維加斯表演

饒舌，是指“說話或叫喊著押韻歌詞，並使用強烈的節奏作為伴奏”。它可以被分解成幾個不同元素，如“內容”、“暢流度”（節奏和韻律）和“呈現方式”。饒舌有別於吟誦詩歌之處，是在於它必須密切配合音樂的節拍。饒舌的英文字源「rap」，代表快速使用俚語演講，或是比曲式早一步呈現的即席應答。饒舌這種表演方式，在古非洲文化裡即有蹤跡；而在當代的非洲裔美國人社群裡，以口頭雜技敍述歷史或涉及押韻的鬪嘴也是頗為常見。
饒舌歌手，又稱rapper或者MC。關於MC一稱的起源有多種說法，有一部分人認為它來自於Master of Ceremonies，還有人認為它是Microphone Controller，也有人認為emcee才是MC的出處。

### 塗鴉

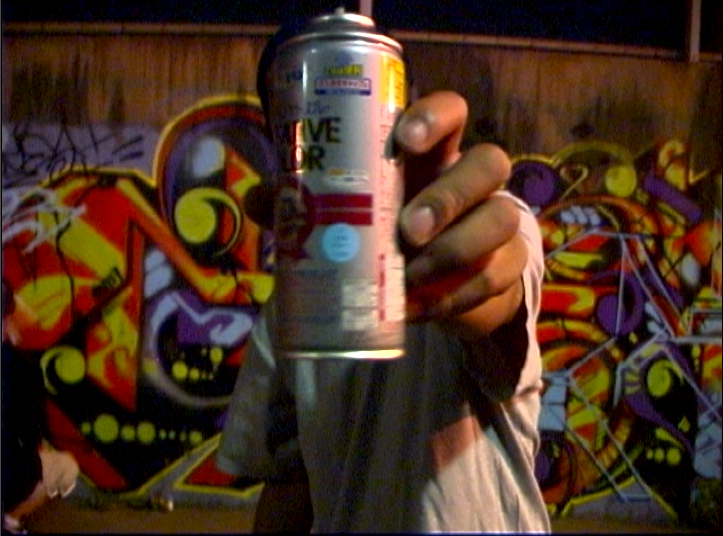
噴漆罐是現代塗鴉常見的工具

大約在1960年代後期的美國，塗鴉開始被政治活動家當作一種新的表達方式；此外，也有一些幫派例如野人骷髏幫（Savage Skulls）、家族幫（La Familia）和野人游民幫（Savage Nomads）等，用它來標記勢力範圍。到了1960年代末，費城塗鴉創作家頂貓（Top Cat）、酷伯爵（Cool Earl）和玉米麵包（Cornbread）的簽名式圖案開始出現。
1970至71年左右，塗鴉創新中心移至紐約市，在那裡創作者追隨著塔基183（TAKI183）和崔西168（Tracy 168）的風格，將他們所居住的街道編號寫在筆名後面，以作品大肆“轟炸”了整列火車，令人印象深刻，甚至無孔不入地讓“全城”的地鐵系統都一併淪陷。
泡泡字體最初是從布朗克斯的創作群中開始興起，然而布魯克林風格更加精細，創作者崔西168甚至被稱為“狂野派”而奠定藝術價值。1970年代的塗鴉趨勢創造者包括唐迪、富圖拉2000、李·奎諾尼斯及柴費爾等藝術家。
塗鴉和嘻哈文化的關係起源於早期的塗鴉藝術家多同時從事嘻哈文化的其他領域。塗鴉被理解為饒舌音樂的視覺表達方式，就像地板舞被視為它的一種身體表達方式。1983年的電影《狂野風格》被普遍認為是第一部嘻哈電影，片中該時期的紐約塗鴉場景刻畫出令人印象深刻的視覺效果。書籍《地鐵藝術》和紀錄片《風格戰爭》也是第一波嘻哈塗鴉介紹給主流大眾的出版品。如今塗鴉仍然是嘻哈文化的一部分，然而已經跨入主流藝術界，並在世界各地有名望的畫廊中展出。

### 地板舞

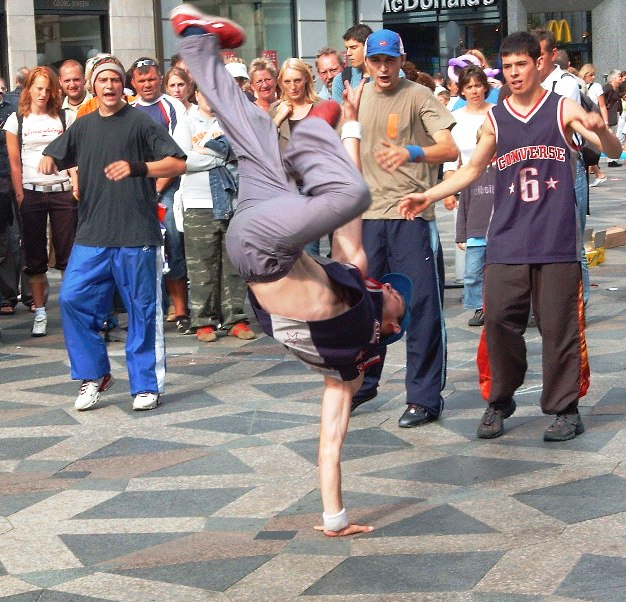
哥本哈根街头的地板霹靂舞表演

地板舞（Breaking）又稱為霹靂舞，是嘻哈文化的一員。如同其他的嘻哈文化，地板舞也大量借用其他文化的成份，包括競技體操、街舞、非洲裔巴西文化、迪斯可、中國武術、俄羅斯土風舞，以及詹姆士·布朗、麥可·傑克森的舞步與加州的放克風格。
比較值得注意的是，早期跳地板舞的舞者多為拉丁裔美國人，而不是非洲裔美國人，然而他們當初偏好的音樂風格卻大大影響至今嘻哈音樂。 
地板舞的表现形式有很多，有头转、側頭刷、風車、单手跳、手轉等等，而且姿态优美，节奏感强烈，速度快，在青少年中很受欢迎。

### 節奏口技

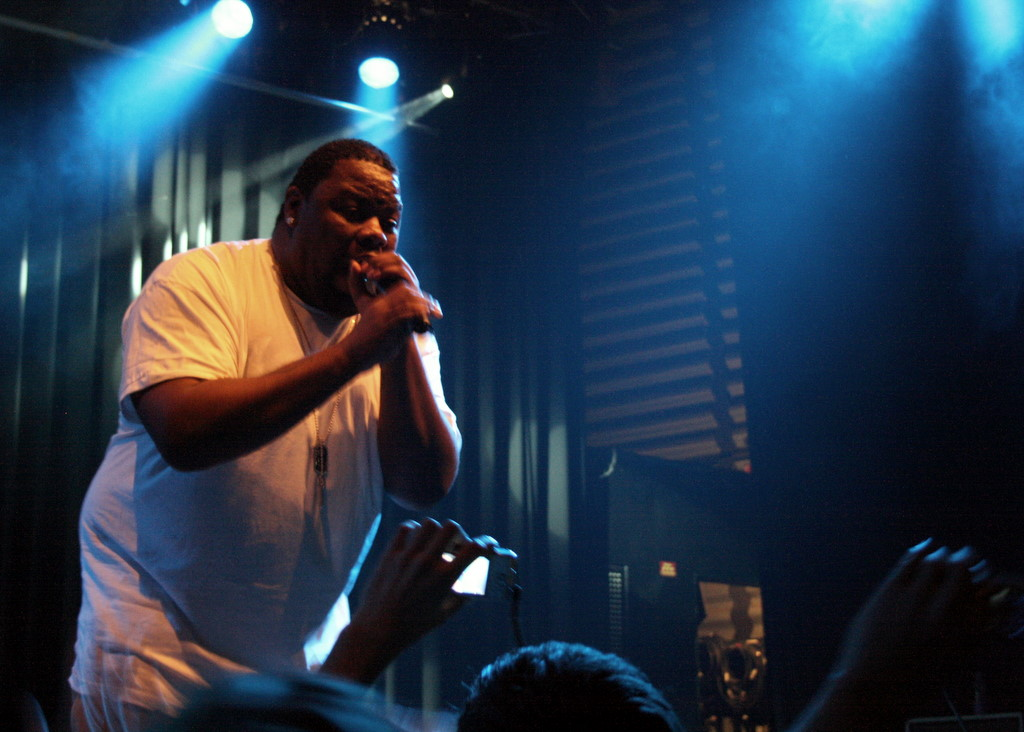
節奏口技表演

節奏口技被认为是嘻哈文化的第五元素，也就是嘻哈文化中的“人聲打擊樂器”，主要利用人的嘴巴来模擬打擊樂器，创造出各種音乐节奏、节拍和旋律的一种艺术。
節奏口技原本只是未帶樂器的樂手所作的即興表演，後來慢慢演變成一種獨立音樂藝術及文化，還不時有比賽舉行。